# Weetikveel
#weetikveel is een  humaninterestprogramma van productiehuis Dedsit dat uitgezonden wordt op Eén, het eerste net van de Vlaamse openbare omroep. Het programma wordt gepresenteerd door Kobe Ilsen en is gebaseerd op het gelijknamige Radio 1-programma.
Het eerste seizoen liep met twee afleveringen per week van 22 februari tot 5 april 2021. In september van dat jaar werd een nieuw seizoen aangekondigd. Dit tweede seizoen was vanaf 13 januari 2022 wekelijks te bekijken op donderdagavond. Het derde seizoen wordt vanaf 17 oktober 2023 wekelijks op dinsdagavond uitgezonden.

## Concept
In #weetikveel worden onderwerpen behandeld waarover vaak gepraat wordt maar waarover relatief weinig geweten is. Presentator Kobe Ilsen gaat op zoek naar interessante weetjes en antwoorden op vragen die iedereen zich wel eens stelt.
In elke aflevering worden korte reportages afgewisseld met een gesprek tussen Kobe en een expert ter zake in de toren van het Flageygebouw in Brussel. Aan het einde van de aflevering wordt Kobe door de expert aan een korte quiz onderworpen om na te gaan wat hij heeft bijgeleerd.

## Afleveringen

### Seizoen 1
| Afl. | Uitzending       | Onderwerp             | Kijkcijfers (live) |
| ---- | ---------------- | --------------------- | ------------------ |
| 1    | 22 februari 2021 | Vogelspotten          | 476.954            |
| 2    | 25 februari 2021 | Viaduct van Vilvoorde | 552.494            |
| 3    | 1 maart 2021     | Voetbalscheidsrechter | 512.713            |
| 4    | 4 maart 2021     | Moskee                | 547.556            |
| 5    | 11 maart 2021    | De hond               | 669.264            |
| 6    | 15 maart 2021    | Webshop               | 524.770            |
| 7    | 18 maart 2021    | Senaat                | 657.532            |
| 8    | 22 maart 2021    | Riool                 | 559.350            |
| 9    | 25 maart 2021    | Stilte                | 463.431            |
| 10   | 29 maart 2021    | 5G                    | 477.295            |
| 11   | 1 april 2021     | De fiets              | 704.326            |
| 12   | 8 april 2021     | Slapen                | 704.212            |

### Seizoen 2
| Afl. | Uitzending       | Onderwerp                 | Kijkcijfers (live) |
| ---- | ---------------- | ------------------------- | ------------------ |
| 1    | 13 januari 2022  | De trein                  | 708.460            |
| 2    | 20 januari 2022  | Padel                     | 594.649            |
| 3    | 27 januari 2022  | Het Belgische springpaard | 636.781            |
| 4    | 3 februari 2022  | Het weer                  | 583.175            |
| 5    | 10 februari 2022 | Artificiële intelligentie | 620.469            |
| 6    | 17 februari 2022 | Sneakers                  | 610.710            |
| 7    | 24 februari 2022 | Asielcentrum              | 526.739            |
| 8    | 3 maart 2022     | Het Albertkanaal          | 569.145            |

### Seizoen 3
| Afl. | Uitzending      | Onderwerp      | Kijkcijfers (live) |
| ---- | --------------- | -------------- | ------------------ |
| 1    | 17 oktober 2023 | Douane         | 587.407            |
| 2    | 24 oktober 2023 | Sportpaleis    | 463.873            |
| 3    | 31 oktober 2023 | Energiefactuur | 479.010            |
| 4    | 7 november 2023 | Lotto          | 413.944            |

## Boeken
- Kobe ILSEN, Koen FILLET, #weetikveel, Standaard Uitgeverij, 2015. ISBN 978-90-223-3185-9